# 武藤輝彦
武藤 輝彦（むとう てるひこ、1921年〈大正10年〉4月 - 2002年〈平成14年〉10月）は、日本の打ち上げ花火師、日本煙火協会専務理事、日本煙火芸術協会事務局長を務めた。サークル花火万華鏡を主宰、打上花火に関連した著書が多い。日本初の女性弁護士・判事・裁判所長を歴任した三淵嘉子の次弟。

## 略歴・人物
- 1921年4月 銀行家・実業家の武藤貞雄の二男として東京府にて出生
- 1943年9月 旧制東京高等学校を経て、東京帝国大学文学部美学科卒業
  - 繰り上げ卒業後、陸軍に従軍。敗戦後は、『新夕刊』記者、社会党書記などをへて、煙火製造業に入るも倒産
- 1961年 日本煙火芸術協会の設立にかかわり、事務局長を務める
- 1962年 社団法人日本煙火協会設立とともに専務理事に就任し、その後、副会長・広報委員長を務める
- 1973年 社団法人言論科学振興会の設立にかかわる
- 1988年12月 アメリカ合衆国のグランド・キャニオンで打上花火を上げる（日本航空の「夢募集」で一位当選したアイデアによる）。
- 2002年10月 没
- 2024年6月25日 朝日新聞夕刊が1面トップに「希代の花火師 遺志は世界へ」「協会つくり著書多数 真っ向勝負」「愛した大曲 夢継ぎ国際大会出場」の見出しを掲げて、武藤の一生と、モントリオール国際花火競技大会への日本の花火師たちの初出場を紹介した。

## 編著書
- 『日本煙火協会30年史』1993年2月
- 『ドン!と花火だ』三空出版、1993年5月、ISBN 4944063059
- 『日本の花火のあゆみ』あずさ書店、2000年10月
- 『長野の花火は日本一』信濃毎日新聞社、2001年11月、ISBN 4784099123
- 『夢を喰った男－「話し方協会」創始者江木武彦』あずさ書店、1996年3月
- 『花火万華鏡』サークル花火万華鏡、定期刊行物

## 関連図書
- 清水武夫『花火の話』サークル花火万華鏡発行、有限会社リーブル発売、1998年7月
  - 花火界の古典として武藤輝彦が復刻出版したもの